# Кристоф Еренрайх фон Виндиш-Грец
Кристоф Еренрайх фон Виндиш-Грец (на немски: Christoph Ehrenreich Freiherr von Windisch-Graetz; † 12 февруари 1732, замък Оденбург, Саксония-Анхалт) е фрайхер на Виндиш-Грец (днес Словен градец, Словения) в Австрия.

## Произход
Той е син на фрайхер Йохан Кристоф фон Виндиш-Грец (* 1635 – 1682) и втората му съпруга. Внук е на фрайхер Йохан Леонхард фон Виндиш-Грец († 1650) и фрайин Полирена София фон Тойфенбах († 1621) или фрайин Мария Елизабет фон Пуц († 1639). Баща му се жени трети път на 18 май 1670 г. за Анна Магдалена Вурмбранд († 1676).

## Фамилия
Първи брак: на 16 януари 1707 г. с графиня Анна Терезия фон Вурмбранд-Щупах (* 30 септември 1686; † 29 март 1711), сестра на граф Йохан Йозеф Вилхелм фон Вурмбранд-Щупах (1670 – 1750), дъщеря на граф Йохан Евустахиус фон Вурмбранд-Щупах (1642 – 1684) и фрайин Елизабет Шпайдл фон Фатерсдорф (1647 – 1708). Тя умира на 24 години. Бракът е бездетен.
Втори брак: на 14 август 1712 г. с графиня Анна Кристина фон Ауершперг (* 15 юли 1682; † 22 февруари 1735), дъщеря на граф Волфганг Максимилиан фон Ауершперг (1633 – 1705) и Сузана Елизабет фон Полхайм (1647 – 1716). Те имат децата:
- Готлиб фон Виндиш-Грец (* 28 юли 1715; † 20 юни 1784), женен на 9 февруари 1747 г. за графиня Мария Терезия Франциска фон Кевенхюлер (* 15 октомври 1728; † 14 януари 1815), дъщеря на фелдмаршал граф Лудвиг Андреас фон Кевенхюлер (1683 – 1744) и графиня Филипина Мария Анна Йозефа фон Ламберг (1695 – 1762)[5]
- Кристина фон Виндиш-Грец (* 20 март 1717; † 1777), омъжена 1739 г. за граф Волфганг Мориц Лудвиг фон Ауершперг, фрайхер фон Шонберг и Зайзенберг (* 1707; † 23 май 1756)
- Констанция фон Виндиш-Грец (* 20 януари 1721; † 17 май 1763), омъжена за граф Фридман фон Вертерн
- Теодора фон Виндиш-Грец (* 14 април 1723; † 1757)